# 타이완 성도 제31호선
타이완 성도 제31호선(중국어: 台31線)은 타오위안 시의 루주 구-양메이 구를 잇는 타이완 성도의 31호 노선이다. 미개통 구간을 제외한 총연장은 30.036 km이다.
추후 신주 현 후커우 향을 잇는 노선이 2015년 6월 30일에 확장 개통될 예정이다.

## 주요 경유지
타오위안 시
- 루주 구：루주 0.000 km（시점，성도 4호선 분기）→향계 4.500 km
- 다위안 구：다주 나들목 5.100 km（성도 4호선 분기）→하포 5.550 km（현도 110호선 갑차로）
- 중리 구：대수두 11.900 km（현도 112호선 분기）→신영 15.650 km（현도 114호선 분기）
- 신우 구：이두주 17.357 km（성도 66호선 분기）
- 양메이 구：고상로 18.5 km（102호 분기）→민유로 21.3km（타오위안106호 분기）

신주 현
- 후커우 향：（장래 종점，성도 1호선 분기）

## 나들목
- 국도 제2호선 (타이완) (다주 나들목)